# Lijst van voetbalinterlands China - Thailand
Deze lijst van voetbalinterlands is een overzicht van alle officiële voetbalwedstrijden tussen de nationale teams van China en Thailand. De landen speelden tot op heden 26 keer tegen elkaar. De eerste ontmoeting, een wedstrijd tijdens de Aziatische Spelen 1978, werd gespeeld in Bangkok op 18 december 1978.  Het laatste duel, een kwalificatiewedstrijd voor het Wereldkampioenschap voetbal 2026, vond plaats op 6 juni 2024 in Shenyang.

## Wedstrijden
| №  | Plaats      | Datum            | Competitie                 | Wedstrijd        | Uitslag |
| -- | ----------- | ---------------- | -------------------------- | ---------------- | ------- |
| 1  | Bangkok     | 18 december 1978 | Aziatische Spelen 1978     | Thailand – China | 1 – 4   |
| 2  | Bangkok     | 1 december 1980  | Vriendschappelijk          | Thailand – China | 3 – 1   |
| 3  | Bangkok     | 17 november 1981 | Vriendschappelijk          | Thailand − China | 0 − 1   |
| 4  | Bangkok     | 4 mei 1982       | Vriendschappelijk          | Thailand − China | 1 − 1   |
| 5  | Bangkok     | 11 mei 1982      | Vriendschappelijk          | Thailand − China | 1 − 1   |
| 6  | Bangkok     | 12 maart 1986    | Vriendschappelijk          | China − Thailand | 1 − 0   |
| 7  | Abu Dhabi   | 14 februari 1988 | Azië Cup 1988 kwalificatie | China − Thailand | 5 − 0   |
| 8  | Jakarta     | 11 augustus 1988 | Vriendschappelijk          | China − Thailand | 2 − 0   |
| 9  | Bangkok     | 28 februari 1989 | WK 1990 kwalificatie       | Thailand − China | 0 − 3   |
| 10 | Shenyang    | 29 juli 1989     | WK 1990 kwalificatie       | China − Thailand | 2 − 0   |
| 11 | Beijing     | 1 oktober 1990   | Aziatische Spelen 1990     | Thailand − China | 1 − 0   |
| 12 | Hiroshima   | 31 oktober 1992  | Azië Cup 1992              | China − Thailand | 0 − 0   |
| 13 | Bangkok     | 19 december 1998 | Aziatische Spelen 1998     | China − Thailand | 3 − 0   |
| 14 | Beijing     | 1 september 2000 | Vriendschappelijk          | China − Thailand | 3 − 1   |
| 15 | Bangkok     | 14 februari 2001 | Vriendschappelijk          | Thailand − China | 1 − 5   |
| 16 | Kunming     | 11 mei 2002      | Vriendschappelijk          | China − Thailand | 3 − 1   |
| 17 | Qinhuangdao | 10 augustus 2006 | Vriendschappelijk          | China − Thailand | 4 − 0   |
| 18 | Bangkok     | 16 mei 2007      | Vriendschappelijk          | Thailand − China | 1 − 0   |
| 19 | Kunming     | 15 maart 2008    | Vriendschappelijk          | China − Thailand | 3 − 3   |
| 20 | Hefei       | 15 juni 2013     | Vriendschappelijk          | China − Thailand | 1 − 5   |
| 21 | Wuhan       | 10 oktober 2014  | Vriendschappelijk          | China − Thailand | 3 − 0   |
| 22 | Bangkok     | 2 juni 2018      | Vriendschappelijk          | Thailand − China | 0 − 2   |
| 23 | Al Ain      | 20 januari 2019  | Azië Cup 2019              | Thailand − China | 1 − 2   |
| 24 | Nanning     | 21 maart 2019    | Vriendschappelijk          | China − Thailand | 0 − 1   |
| 25 | Bangkok     | 16 november 2023 | WK 2026 kwalificatie       | Thailand − China | 1 − 2   |
| 26 | Shenyang    | 6 juni 2024      | WK 2026 kwalificatie       | China − Thailand | 1 − 1   |

## Samenvatting
| Competitie            | Totaal gespeeld | Winst China | Gelijk | Winst Thailand | Doelsaldo China – Thailand |
| --------------------- | --------------- | ----------- | ------ | -------------- | -------------------------- |
| WK-kwalificatie       | 4               | 3           | 1      | 0              | 8 − 2                      |
| Azië Cup              | 2               | 1           | 1      | 0              | 2 − 1                      |
| Azië Cup-kwalificatie | 1               | 1           | 0      | 0              | 5 − 0                      |
| Aziatische Spelen     | 3               | 2           | 0      | 1              | 7 − 2                      |
| Vriendschappelijk     | 16              | 9           | 3      | 4              | 31 − 18                    |
| Totaal                | 26              | 16          | 5      | 5              | 53 – 23                    |

Wedstrijden bepaald door strafschoppen worden, in lijn met de FIFA, als een gelijkspel gerekend.
CFA · A-internationals · Selecties · Bondscoaches · Statistieken · Chinees vrouwenelftal · China U21 · China U20 · China U19 · China U18 · China U17
1948 – 1969 · 
1970 – 1979 · 
1980 – 1989 · 
1990 – 1999 · 
2000 – 2009 · 
2010 – 2019 ·
2020 − 2029
Azië Cup 1976 · 
Azië Cup 1980 · 
Azië Cup 1984 · 
Azië Cup 1988 · 
Azië Cup 1992 · 
Azië Cup 1996 · 
Azië Cup 2000 · 
Azië Cup 2004 · 
Azië Cup 2007 · 
Azië Cup 2011
WK 2002
OS 1988 · 
OS 2008
1948 · 
1949–1951 · 
1952 · 
1953–1955 · 
1956 · 
1957 · 
1958 · 
1959 · 
1960 · 
1961–1962 · 
1963 · 
1964 · 
1965 · 
1966 · 
1967–1970 · 
1971 · 
1972 · 
1973 · 
1974 · 
1975 · 
1976 · 
1977 · 
1978 · 
1979 · 
1980 · 
1981 · 
1982 · 
1983 · 
1984 · 
1985 · 
1986 · 
1987 · 
1988 · 
1989 · 
1990 · 
1991 · 
1992 · 
1993 · 
1994 · 
1995 · 
1996 · 
1997 · 
1998 · 
1999 · 
2000 · 
2001 · 
2002 · 
2003 · 
2004 · 
2005 · 
2006 · 
2007 · 
2008 · 
2009 · 
2010 · 
2011 · 
2012 · 
2013 · 
2014 ·
2015 ·
2016 ·
2017 ·
2018 ·
2019 ·
2020 ·
2021
Afghanistan ·
Albanië ·
Algerije ·
Andorra ·
Argentinië ·
Australië ·
Bahrein ·
Bangladesh ·
Bhutan ·
Bosnië en Herzegovina ·
Botswana ·
Brazilië ·
Brunei ·
Cambodja ·
Canada ·
Chili ·
Colombia ·
Congo-Kinshasa ·
Costa Rica ·
Cuba ·
Duitsland ·
Egypte ·
El Salvador ·
Engeland ·
Estland ·
Fiji ·
Filipijnen ·
Finland ·
Frankrijk ·
Gambia ·
Ghana ·
Groot-Brittannië ·
Guam ·
Guinee ·
Haïti ·
Honduras ·
Hongarije ·
Hongkong ·
Ierland ·
IJsland ·
India ·
Indonesië ·
Irak ·
Iran ·
Italië ·
Jamaica ·
Japan ·
Jemen ·
Joegoslavië ·
Jordanië ·
Kazachstan ·
Kenia ·
Kirgizië ·
Koeweit ·
Kroatië ·
Laos ·
Letland ·
Libanon ·
Liechtenstein ·
Macau ·
Malediven ·
Maleisië ·
Mali ·
Marokko ·
Mexico ·
Myanmar ·
Nederland ·
Nepal ·
Nieuw-Zeeland ·
Noord-Korea ·
Noord-Macedonië ·
Noorwegen ·
Oezbekistan ·
Oman ·
Pakistan ·
Palestina ·
Papoea-Nieuw-Guinea ·
Paraguay ·
Peru ·
Polen ·
Portugal ·
Qatar ·
Roemenië ·
Saoedi-Arabië ·
Senegal ·
Servië ·
Servië en Montenegro ·
Sierra Leone ·
Singapore ·
Slovenië ·
Soedan ·
Somalië ·
Sovjet-Unie ·
Spanje ·
Sri Lanka ·
Syrië ·
Tadzjikistan ·
Tanzania ·
Thailand ·
Trinidad en Tobago ·
Tsjechië ·
Tunesië ·
Turkije ·
Turkmenistan ·
Uruguay ·
Venezuela ·
Verenigde Arabische Emiraten ·
Verenigde Staten ·
Vietnam ·
Wales ·
Zambia ·
Zimbabwe ·
Zuid-Korea ·
Zweden ·
Zwitserland
Brazilië (2002) · 
Costa Rica (2002)
FAT · A-internationals · Bondscoaches · Statistieken · Thais vrouwenelftal · Thailand U21 · Thailand U20 · Thailand U19 · Thailand U18 · Thailand U17
1950 – 1959 · 
1960 – 1969 · 
1970 – 1979 · 
1980 – 1989 · 
1990 – 1999 · 
2000 – 2009 · 
2010 – 2019 ·
2020 − 2029
Asian Cup 1972 ·
Asian Cup 1992 · 
Asian Cup 1996 · 
Asian Cup 2000 · 
Asian Cup 2004 · 
Asian Cup 2007
OS 1956 · 
OS 1968
1956 · 
1957 · 
1958 · 
1959 · 
1960 · 
1961 · 
1962 · 
1963 · 
1964 · 
1965 · 
1966 · 
1967 · 
1968 · 
1969 · 
1970 · 
1971 · 
1972 · 
1973 · 
1974 · 
1975 · 
1976 · 
1977 · 
1978 · 
1979 · 
1980 · 
1981 · 
1982 · 
1983 · 
1984 · 
1985 · 
1986 · 
1987 · 
1988 · 
1989 · 
1990 · 
1991 · 
1992 · 
1993 · 
1994 · 
1995 · 
1996 · 
1997 · 
1998 · 
1999 · 
2000 · 
2001 · 
2002 · 
2003 · 
2004 · 
2005 · 
2006 · 
2007 · 
2008 · 
2009 · 
2010 · 
2011 · 
2012 · 
2013 ·
2014 ·
2015 ·
2016 ·
2017 ·
2018 ·
2019 ·
2020 ·
2021 ·
2022 ·
2023
Afghanistan ·
Australië ·
Bahrein ·
Bangladesh ·
Bhutan ·
Brazilië ·
Brunei ·
Bulgarije ·
Cambodja ·
China ·
Congo-Brazzaville ·
Denemarken ·
Duitsland ·
Egypte ·
Estland ·
Faeröer ·
Filipijnen ·
Finland ·
Gabon ·
Georgië ·
Ghana ·
Hongkong ·
India ·
Indonesië ·
Irak ·
Iran ·
Israël ·
Japan ·
Jemen ·
Jordanië ·
Kameroen · 
Kazachstan ·
Kenia ·
Kirgizië ·
Koeweit ·
Laos ·
Letland ·
Libanon ·
Liberia ·
Libië ·
Liechtenstein ·
Luxemburg ·
Macau ·
Malediven ·
Maleisië ·
Malta ·
Marokko ·
Myanmar ·
Nederland ·
Nepal ·
Nieuw-Zeeland ·
Nigeria ·
Noord-Ierland ·
Noord-Korea ·
Noorwegen ·
Oezbekistan ·
Oman ·
Oost-Timor ·
Pakistan ·
Palestina ·
Papoea-Nieuw-Guinea ·
Polen ·
Qatar ·
Saoedi-Arabië ·
Singapore ·
Slowakije ·
Sri Lanka ·
Suriname ·
Syrië ·
Taiwan ·
Tadzjikistan ·
Trinidad en Tobago ·
Turkmenistan ·
Uruguay ·
Verenigde Arabische Emiraten ·
Verenigde Staten ·
Vietnam ·
Zuid-Afrika ·
Zuid-Korea ·
Zuid-Vietnam ·
Zweden